# Le Coin plaisant
Le Coin plaisant (The Jolly Corner) est une nouvelle fantastique d'Henry James, publiée d'abord dans The English Review en décembre 1908, et reprise dans The Novels and Tales of Henry James, édition complète des œuvres de l'auteur parue chez Scribner, à New York, en 1909. La nouvelle est aussi connue en français sous les titres Le Coin du retour ou Le Coin charmant.
Cette nouvelle fantastique appartient au sous-genre des histoires de fantômes, mais fidèle à son art, Henry James lui accorde une profondeur psychologique et un questionnement existentiel qui l'élèvent à l'égal du Tour d'écrou. 
L'inspiration pour ce récit serait soudainement venue à Henry James et l'aurait gardé éveillé pendant toute une nuit. Peu après, il écrivit la nouvelle dont il se déclara fort satisfait.

## Résumé
De retour en Amérique, après plus de trente ans vécus en Europe, Spencer Brydon accepte de faire démolir sa vieille maison familiale de New York pour faire place à un immeuble d'appartements en location. Avant le début des travaux, à la recherche de son enfance, et vaguement nostalgique de voir disparaître le vieux bâtiment où il n'a jamais résidé pendant sa vie adulte, le propriétaire se met à déambuler, la nuit, dans les pièces vides. Il finit par regretter ce « coin plaisant », comme on surnomme les lieux. Un jour, il demande même à l'une de ses grandes amies, Alice Staverton, une new yorkaise de longue date, s'il ne devrait pas revenir sur sa décision et habiter de nouveau cette maison où il aurait bien couler une existence probablement heureuse, s'il ne lui avait préféré les agréments de l'étranger.
Bientôt, Brydon se convainc que cet autre soi-même, ce fantôme virtuel du newyorkais qu'il aurait pu être, hante fort probablement les sombres recoins de la vieille demeure. Dès lors ses promenades nocturnes se transforment en quête : il se persuade qu'il peut entrer en contact avec cet esprit qui, peu à peu, donne des signes de sa présence. Et une nuit, pendant un furtif moment, Brydon voit le fantôme qu'il a tant recherché, avant de s'évanouir.
Il se réveille dans les bras d'Alice Staverton. Elle s'est déplacée en hâte, prise d'un funeste pressentiment. Et voilà qu'elle est là pour le consoler, lui affirmer qu'elle ne regrette rien, et lui dire combien elle l'accepte tel que l'existence l'a fait.

## Traductions françaises
- Le Coin plaisant (précédé de Sir Edmund Orme), dans Histoires de fantômes, traduit par Louise Servicen, Paris, Aubier-Flammarion, coll. « Bilingue » no 36, 1970 ; réédition, Paris, Flammarion, coll. « Garnier-Flammarion » no 697, 1992
- Le Coin du retour, traduit par Jean Pavans, dans Nouvelles complètes, tome IV, Paris, Éditions de la Différence, 2009  ; réédition dans Une tournée de visites : et neuf autres nouvelles, Paris, La Différence, coll. « Minos », 2011
- Le Coin charmant, traduit par Caroline Guény, dans Nouvelles complètes, tome IV, Paris, Gallimard, coll. « Bibliothèque de la Pléiade », 2011